# 網膜芽細胞腫
網膜芽細胞腫（もうまくがさいぼうしゅ、retinoblastoma）とは眼球内に発生する悪性腫瘍である。大部分は2〜3歳ころまでに見られる小児がんであり、胎生期網膜に見られる未分化な網膜芽細胞から発生する。

## 疫学
15,000人に1人の割合で発病する。地域による大きな差はない。
約10～30%は両眼性で常染色体優性遺伝、残りは片眼性で散発性である。

## 症状
以下の4期に分けられる。
- 第1期　黒内障性猫眼期

網膜内の腫瘍が硝子体内に隆起し、瞳孔が猫の目のように光るいわゆる白色瞳孔となる。その他気づきやすい症状としては以下のものがある。
- 斜視
- 視力障害
- 角膜混濁
- 結膜充血
- 散瞳

- 第2期　緑内障期

腫瘍の増殖に伴い眼圧が上昇し、続発性の緑内障となる。
- 第3期　展開期

水晶体だけでなく虹彩や前房にも腫瘍が進展し、さらに眼球壁を破って眼窩にも認められるようになる。
- 第4期　転移期

視神経や脈絡膜血管を介して脳、肝臓、肺など全身に転移して死亡する。

## 診断
眼底所見、CT、MRI、超音波診断などで確定診断される。
白色瞳孔を来たす他の疾患との鑑別診断が重要となる。

## 治療
原則として早期に眼球摘出を行う。視神経はできるだけ長く眼球側へつけて切除する。視神経断端を検査し、腫瘍細胞が認められた場合は放射線治療を実施する。
両眼性であれば重篤なほうを眼球摘出し、もう一方は極力温存する。治療としてはX線、放射線治療などのほか、エンドキサン、ビンクリスチンなどの抗癌剤を投与する。しかしながら治療を行っても腫瘍が増大する場合は、直ちに眼球摘出を実施する。
日本では、白色瞳孔など眼球内病変で発見される場合が多く、治癒率が90%程度得られている。そのため、最近の関心は治癒から視機能温存に移りつつあり、放射線治療と抗癌剤やレーザー焼灼を組み合わせた治療が増えている。